# Liboje
Liboje (Duits: Sankt Elisabeth) is een plaats in Slovenië en maakt deel uit van de gemeente Žalec in de NUTS-3-regio Savinjska. De plaats telde 513 inwoners op 1 januari 2020.

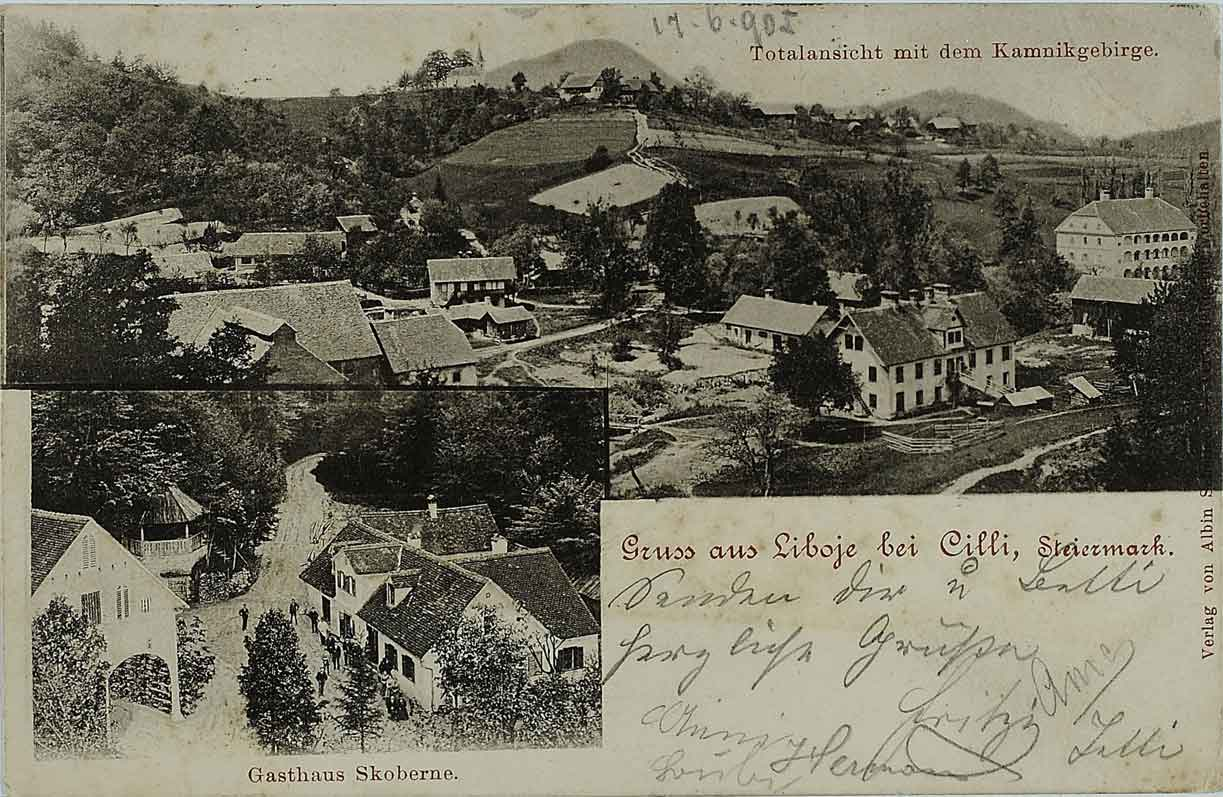
Oude ansichtkaart van Liboje